# Endlich Witwer – Griechische Odyssee
Endlich Witwer – Griechische Odyssee ist ein deutscher Fernsehfilm aus dem Jahr 2024. Der Film ist die Fortsetzung der Filme Endlich Witwer, Endlich Witwer – Forever Young und Endlich Witwer – Über alle Berge. In der Hauptrolle spielt Joachim Król Witwer Georg zum vierten Mal. Der Film wurde am 6. Mai 2024 im Montagabendprogramm des ZDF ausgestrahlt.

## Handlung
Georg Weiser erkundet mit seinem Camper gerade Griechenland, als ihn seine Kinder Susanne und Gerd auf Kreta zu einem kleinen Familientreffen anlässlich des Todestages ihrer Mutter einladen, um ihrer zu gedenken. Georg ist von dieser Idee nicht sonderlich angetan. Als er den Tod seiner Frau dann auch noch als Neuanfang und Befreiung beschreibt und sich herausstellt, dass er über das Leben seiner Kinder kaum etwas weiß, entzweit dies die Familienmitglieder.
Georg fährt mit dem Camper über die Insel und trifft Schauspieler Sokrates, den er kurz vor dem Familientreffen beinahe überfahren hat. Als sich Sokrates‘ Kompagnon verletzt und Georg dessen Rolle übernehmen soll, nimmt er den Schauspieler mit und trifft auf einer Plantage den Griechen Alex, dessen Ehefrau Helena und ihre zwei Kinder. Alex möchte mit einem Start-up-Unternehmen Plastik aus dem Meer zur Herstellung von Baustoffen nutzen, wovon Georg ziemlich beeindruckt ist, sodass er dies unterstützen möchte. Tochter Susanne, die dieses Projekt mit ihrer Organisation Peace for Nature leitet, ist von dieser Idee nicht gerade begeistert.
In der Stadt trifft Georg auf seine frühere Affäre Karin, die auf der Insel als Lehrerin arbeitet. Sie gibt ihm ihre Nummer und beide gehen später miteinander essen. Georg findet heraus, dass Susanne mit Alex eine Affäre hat und schwanger von ihm ist. Sohn Gerd hingegen fühlt sich zu Helena hingezogen. Georg sucht wieder den Kontakt zu seinen Kindern und spricht auch mit Susanne über das Kind und dass er helfen wird. Auch Gerd spricht seine Unterstützung aus. Trotz all der Probleme beschließen sie, eine wichtige Präsentation für das Start-up durchzuziehen. Susanne spricht mit Helena über alles, glaubt aber, dass Alex Helena nach wie vor liebt und habe ihm deshalb nichts von dem Kind erzählt. Alex und Helena bleiben zusammen.
Die Familie wiederholt das ursprüngliche Familientreffen, sie stellt sich der neuen Aufgabe von Familiennachwuchs und fühlt sich einander wieder verbunden. Bevor Georg weiterfährt, verabschiedet er sich von Karin, die ihm sagt, sie werden sich wiedersehen. Das sagt auch Helena zu Gerd, als sie sich verabschieden.

## Produktion
Der Film wurde vom 2. Oktober 2023 bis zum 30. Oktober 2023 auf der griechischen Insel Kreta gedreht, mit den Hauptdrehorten Chania und Umgebung.

## Rezeption

### Kritiken
Das Lexikon des internationalen Films bewertet den Film mit 1,5 von 5 möglichen Sternen und schreibt über das Werk: „Vierter Teil der immer versöhnlicher werdenden Fernsehkomödien, in dem Ecken und Kanten von Handlung wie Hauptfigur endgültig abgeschliffen sind. Was bleibt, sind billige Lebensweisheiten vor attraktiven Griechenland-Bildern.“
Rainer Tittelbach gibt dem Film in seiner Besprechung bei tittelbach.tv insgesamt 4,5 von 6 möglichen Sternen.

### Einschaltquote
Bei seiner Erstausstrahlung am 6. Mai 2024 im ZDF sahen 4,26 Millionen Zuschauer den Film, was einen Marktanteil von 17,1 % für den Sender und den Höchstwert an diesem Abend bedeutete.